# Michel Duchein
Michel Duchein foi um arquivista e historiador francês. 
Autor de diversos artigos sobre arquivologia, muitos traduzidos para o português, sendo por isso reconhecido como uma das personalidades estrangeiras de maior influência na arquivística brasileira.

## Artigos
- DUCHEIN, Michel. O Respeito aos fundos em Arquivística: Princípios teóricos e problemas práticos. Revista Arquivo & Administração. Rio de Janeiro: Associação dos Arquivistas Brasileiros, abr. 1982/ago. 1986, p. 14-33.
- DUCHEIN, Michel. Passado, presente e futuro do Arquivo Nacional do Brasil. Revista Acervo.  Rio de Janeiro: v. 3, nº 2, jul./dez. 1988, p. 91-98.
- DUCHEIN, Michel. O papel da arquivologia na sociedade de hoje'. Informativo da Associação dos Arquivistas Brasileiros. Rio de Janeiro: Associação dos Arquivistas Brasileiros,  ano 15, n. 1, jan./jun. 2006, p. 1-11
- DUCHEIN, Michel. Os arquivos na Torre de Babel: problemas de terminologia arquivística internacional. Revista Acervo. Rio de Janeiro: Arquivo Nacional, v. 20, n. 1-2, jan./dez. 2007, p. 13-22.